# Sainte-Croix-sur-Aizier
Sainte-Croix-sur-Aizier là một xã của tỉnh Eure, thuộc vùng Normandie, miền bắc nước Pháp.